# Emil Kautz
Emil Gotthart Hermann Kautz (* 13. März 1866 in Hohenstein, Ostpreußen; † 7. Mai 1933 in Alsbach) war ein deutscher Verwaltungs- und Ministerialbeamter und Bankmanager.

## Leben
Emil Kautz studierte an der Albertus-Universität Königsberg Rechtswissenschaft. 1887 wurde er Mitglied der Corps Normannia Königsberg. Nach dem Studium und der Promotion trat er in den preußischen Staatsdienst ein. Von 1902 bis 1905 war er Landrat des Kreises Johannisburg. Am 1. April 1905 wechselte er zur Preußischen Zentralgenossenschaftskasse in Berlin. Er wurde deren Direktor sowie Vorsteher der Reichs-Darlehnskasse. In der Folge wurde er Geheimer Oberfinanzrat und 1919 Ministerialdirektor im Reichsschatzministerium. 1920 gehörte er zu den Nachfolgekandidaten von Carl Heiligenstadt als Präsident der Preußischen Zentralgenossenschaftskasse. Nach der Eingliederung des Reichschatzministeriums in das Reichsfinanzministerium wechselte er in den Vorstand des Barmat-Konzern und war zum Jahreswechsel 1924/1925 in den Barmat-Skandal verwickelt. Zuletzt war er Generaldirektor der Banque agricole, Konstantinopel.